# Pornello
Pornello è una frazione del comune di San Venanzo in provincia di Terni. Sorge a 426 m s.l.m. I residenti sono 10. A poca distanza dal borgo nasce il Faenella, principale affluente del Fersinone.

## Storia
Il castello di Pornello, il cui toponimo richiama una folta vegetazione di pruni, ha origini molto antiche, essendo già citato nelle cronache del 1137 quando il conte Ottone lo assegna al vescovado di Orvieto.
Signoria dei Monaldeschi nel 1342, Pornello diventa infine feudo dei conti di Marsciano, per poi passare alla famiglia Dolci, discendente dei Montemarte.
Verso il 1600 la Cronaca della Provincia Serafica di Assisi annovera Pornello tra le proprietà dei conti Polidori di Orvieto. Dal Catasto Orvietano del 1798 risulta che i nobili Manieri hanno acquistato Pornello.
Nel 1971-72 gli eredi dei Manieri vendono le loro proprietà allo Stato e nel 1980 queste passano alla Regione Umbria. Attualmente è di proprietà della famiglia Corneli.
Il pittore Massimo Rao ha vissuto a Pornello dal 1981 fino alla sua prematura scomparsa nel 1996.

## Società
Abitanti censiti

## Civili
- Castello di Pornello.

Il toponimo deriva dalla vegetazione di pruni. Ha origini antiche, infatti è già citato in atti del 1137.
Fu Signoria dei Monaldeschi. Poi dei conti di Marsciano, quindi della famiglia Dolci, erede dei Montemarte. Nel 1600 fu dei conti Polidori di Orvieto. Passò poi ai nobili Manieri. Nel 1971-72 gli eredi dei Manieri cedettero la proprietà allo Stato e questo nel 1980 lo passò alla Regione Umbria.

## Religiosi
- Chiesa di San Donato
- Chiesa della Madonna del Piano

## Manifestazioni
- Festa di San Michele Arcangelo (seconda domenica di Maggio)
- Festa della Madonna Del Piano (seconda domenica di Settembre)